# Bellmead
Bellmead es una ciudad ubicada en el condado de McLennan en el estado estadounidense de Texas. En el Censo de 2010 tenía una población de 9.901 habitantes y una densidad poblacional de 555,56 personas por km².

## Geografía
Bellmead se encuentra ubicada en las coordenadas 31°36′5″N 97°5′21″O / 31.60139, -97.08917. Según la Oficina del Censo de los Estados Unidos, Bellmead tiene una superficie total de 17.82 km², de la cual 17.69 km² corresponden a tierra firme y (0.76%) 0.13 km² es agua.

## Demografía
Según el censo de 2010, había 9.901 personas residiendo en Bellmead. La densidad de población era de 555,56 hab./km². De los 9.901 habitantes, Bellmead estaba compuesto por el 56.5% blancos, el 17.52% eran afroamericanos, el 0.99% eran amerindios, el 0.68% eran asiáticos, el 0% eran isleños del Pacífico, el 21.42% eran de otras razas y el 2.89% pertenecían a dos o más razas. Del total de la población el 37.79% eran hispanos o latinos de cualquier raza.